# Csatáry Lajos
Csatári Csatáry Lajos (eredeti neve: Grósz Lajos) (Nagyvárad, 1832. november 16. – Budapest, 1907. november 16.) magyar királyi miniszteri tanácsos, a magyar királyi államvasutak főorvosa, egyetemi magántanár, az országos közegészségügyi tanács tagja, az élet- és járadék-biztosító intézet orvosi tanácsosa, 1848/49-iki honvédszázados, a honvéd menház felügyelő bizottságának elnöke, a Lipót- és vaskoronarend lovagja, a belga Lipót- a török Medjidie- és a szász Ernesztini házi rend tulajdonosa, több bel- és külföldi tudományos társulat választmányi tagja.

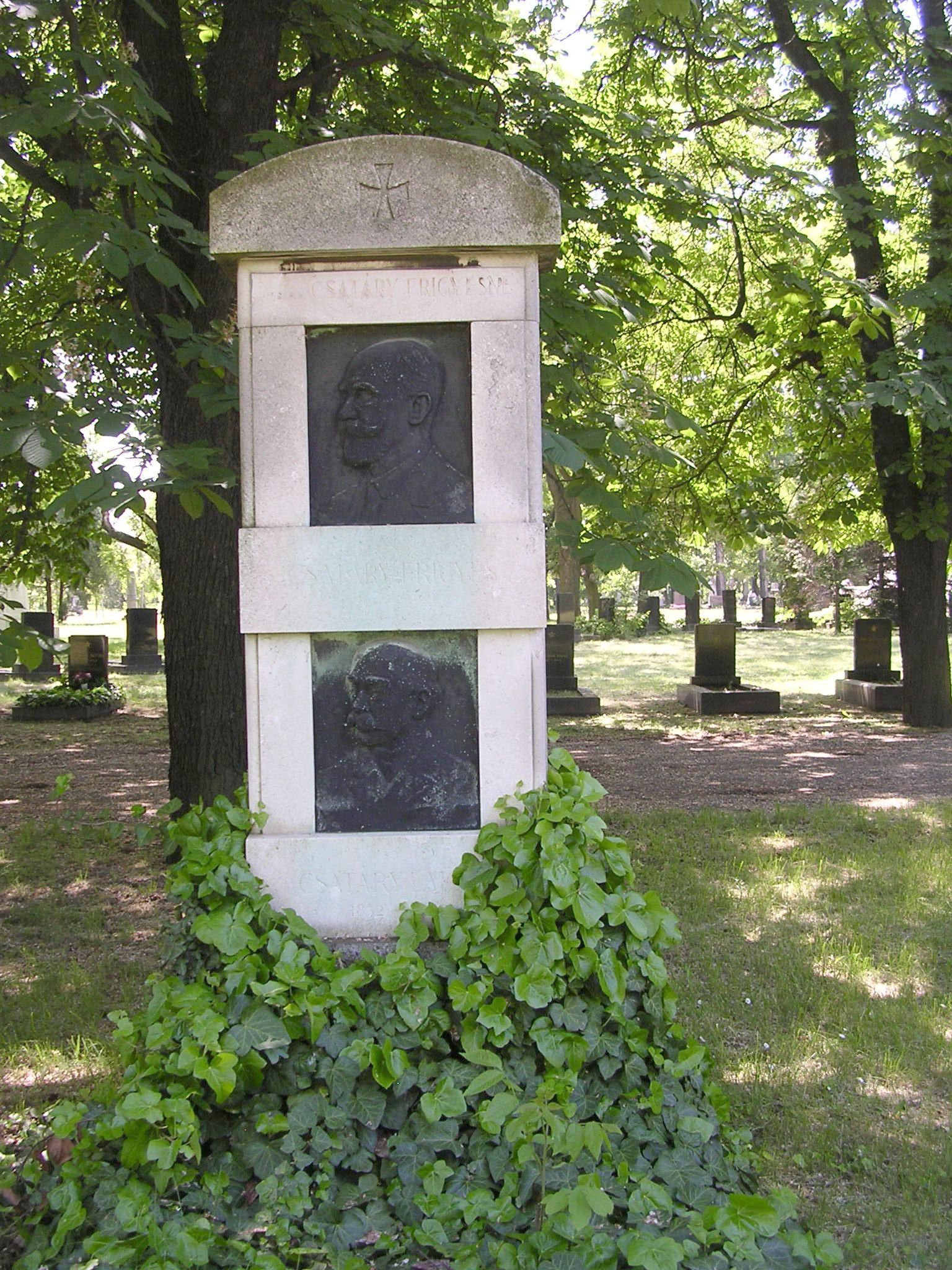
Fiával közös sírja a Fiumei úti sírkertben (29/3-2-77). Alkotók: Vass Viktor és Philipp István, 1910 előtt

## Életpályája
Szülei: Grósz Frigyes (1798–1858) szemész és Wertheimer Henriette voltak. 1847-ben végezte el a gimnáziumot. Bécsi orvosnövendékként részt vett az 1848–49-es forradalom és szabadságharcban, majd hazatérve honvédtiszt lett. 1852-ig emigrációban volt; őrnagyi rangban szolgált a török hadseregben. Elvégezte a bécsi egyetemet 1855-ben. 1857–1868 között Bihar vármegye törvényszéki orvosaként dolgozott. A törvényszéki orvostan magántanáraként 1859–1868 között a nagyváradi jogakadémmián, 1868–1870 között a pesti egyetem jogi karán a törvényszéki orvostan előadója volt. 1870–1906 között a MÁV főorvosa volt. 1872-ben egyetemi magántanár lett. 1876-ban, 1878-ban és 1883-ban részt vett a  nemzetközi egészségügyi kiállításokon (Brüsszel, Párizs, Berlin). 1878-ban csatári előnévvel magyar nemességet kapott. 1879–1882 között valamint 1888–1889 között és 1891-ben részt vett a nemzetközi orvosi és egészségügyi kongresszusokon. 1882-ben Szende Béla honvédelmi miniszter a honvédmenházi felügyelő-bizottságba nevezte ki. 1906-ban vonult nyugdíjba.
Tagja volt az Országos Közegészségügyi Tanácsnak. Nagy szerepe volt a hazai közegészségügyi intézmények (bábaképzés, vasúti egészségügy, mentőegyesületek) megszervezésében. A világon elsőként szervezte meg a vasúti egészségügyi mentőszolgálatot 1870-ben.
Sírja a Fiumei úti sírkertben található (29/3-2-77).

## Művei
- Orvosi rendőrség (Pest, 1863)
- A törvényszéki orvostudomány gyakorlati kézikönyve (Budapest, 1888)
- Az Országos Közegészségügyi Tanács 25 éves története (Budapest, 1893)
- A vasúti egészségügy kézikönyve (Budapest, 1905)

## Díjai
- Medschid-rend tiszti jelvénye (1883)
- a belga Lipót-rend lovagkeresztje (1884)
- Medschid-rend commandeur jelvénye (1889)
- a szász Erneszt házi rend első osztályú lovagkeresztje (1890)